# Chriodes minutus
Chriodes minutus là một loài tò vò trong họ Ichneumonidae.